# ベンソン・タワー (オレゴン州ポートランド)
ベンソン・タワー（英: Benson Tower）は、アメリカ合衆国オレゴン州ポートランドのダウンタウンに所在する高層マンションである。76 m（250 ft）の高さを持つ。2007年の後半に完成した。
マンションの名称は、歴史的な材木王として知られるサイモン・ベンソンの名に由来する。ベンソンは元々この場所に居を構えていた。ベンソン・タワーは26階建ての高層マンションであり、58軒のシングル・ベッドルームと92軒のダブル・ベッドルーム、6軒のペントハウスを収める。